# Листопад (списание)
Вижте пояснителната страница за други значения на Листопад.
„Листопад“ е седмично литературно-художествено списание с редактор Димитър Бабев. Излиза в София през периодите 1913 – 1914 г. и 1919 – 1935 г., като се издават по 10 книжки на година.
В изданието се поместват поетични, белетристични и драматични творби от български и чуждестранни автори. Българската поезия, наред с някои по-неизвестни имена на автори, е представена със стихотворения и поеми от П. Р. Славейков, Кирил Христов, Николай Райнов, Димчо Дебелянов, Емануил Попдимитров, Николай Ракитин и други известни поети. Преводната поезия, помествана в изданието, обхваща сравнително голям брой от автори, представители на руската, славянската и западноевропейската литература (Александър Блок, Анна Ахматова, Валерий Брюсов, Игор Северянин, Ян Каспрович, Бранко Радичевич, М. Ракич, Йохан Волфганг фон Гьоте, Хайнрих Хайне, Джордж Байрон, Оскар Уайлд, Пол Валери, Шарл Бодлер, Джакомо Леопарди и др.). Като преводачи се изявяват Милко Ралчев, Димитър Бабев, Мара Белчева, В. Карагьозов, Д. Николов и др.
Белетристиката, поместена в „Листопад“, също предлага множество творби от автори, различни по известност и литературна насоченост, между които изпъкват Георги Стаматов, Тодор Влайков, Димитър Подвързачов, Николай Райнов, Иван Кирилов, Константин Петканов, Константин Константинов и други, както и някои западноевропейски писатели – Герхард Хауптман, Пиер Лоти и др. Списание „Листопад“ предлага разнообразен литературоведски материал – юбилейни статии за български и чуждестранни писатели (Блок, Ф. М. Достоевски, Молиер, Ян Кохановски, Иван Вазов, Константин Величков, П. П. Славейков и др.), обзорни статии за съвременната българска, руска, немска, португалска, американска и други литератури, текущи критико-библиографски обзори на българската литература, статии, отразяващи проблеми, свързани със съвременни явления в литературата (акмеизъм, „Серапионови братя“, свободен дух, възпитателно значение на поезията, художествена литература и психоанализа, ирония, сатира и поезия и др).
В списание „Листопад“ се поместват и статии, засягащи проблемите, свързани с литературните връзки и влияния (М. Ю. Лермонтов в България, Едгар По на български, Леопарди на български, С. Я. Надсон в България, Николай Лилиев на чешки език, П. П. Славейков и Гьоте и др.). С литературни статии на изданието сътрудничат Стефан Младенов, Димитър Бабев, Ив. Д. Данчов, К. Стефанов, Цветан Минков, Л. Русев, Иван Хаджов и др., както и някои българисти от чужбина – Енрико Дамяни, Л. Савини. В „Листопад“ се наблюдава подчертан интерес и към въпроси, свързани с театъра и драмата. Обнародват се статии по теория и история на драмата от Адриана Будевска, Т. Атанасов, Г. Киров, Г. Спиров и др. („Драма и драматично изкуство“, „Турската власт и театъра преди Освобождението“, „Съвременната немска драма“, „Театърът на Тагоре“, „Идеята за съдбата в античната трагедия и съвременната драма“, „Жената в гръцката трагедия“ и др.), анализи на отделни драматични творби („Волпоне“, „Потъналата камбана“, драмите на Фридрих Шилер, Гьоте, Ибсен), статии по въпроси на сценичната реализация („За условната постановка на „Хамлет“, „Реализъм и условност на сцената“, „Драма и театър“) и театрални спомени.
В списание „Листопад“ са поместени материали за музиката, танца и живописта, както и полемични статии по философски въпроси. На списанието сътрудничат редица, философи, музиковеди, изкуствоведи – Атанас Илиев, Любомир Казанджиев, И. Камбуров, Андрей Протич и др. Всеки брой съдържа хроника за литературните събития в България и в чужбина, отзиви за книги, представления и изложби, бележки за писатели и книгопис.